# Duff Cooper
Alfred Duff Cooper (Londres, 22 février 1890 – Vigo, 1er janvier 1954), 1er vicomte Norwich, est un homme politique britannique du Parti conservateur qui est ambassadeur à Paris et un personnage de la haute société européenne de l'époque. Il a écrit six ouvrages, dont une auto-biographie (Old Men Forget), une biographie de Talleyrand et un roman (Operation Heartbreak, 1950).
Il est ambassadeur de Grande-Bretagne en France de 1944 à 1947.
De Gaulle lui rend hommage dans ses Mémoires de Guerre, tome 3 L'unité, partie Diplomatie. Il écrit de lui : 
« Duff Cooper était un homme supérieur. Beaucoup de dons lui étaient impartis. Qu'il s'agît de politique, d'histoire, de lettres, d'art, de sciences, il n'était rien qu'il ne comprît et ne l'intéressât. [...] Dans son pays et à une époque où les évènements exigeaient que l'on prît les meilleurs, il eût pu être le premier.»

## Biographie

### Jeunesse

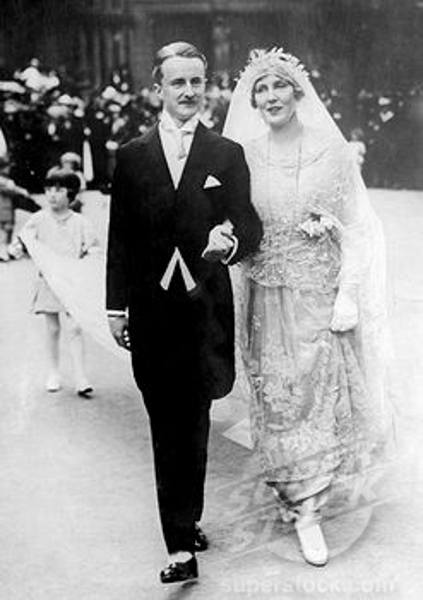
Duff et Diana Cooper lors de leur mariage, en 1919.

Alfred Duff Cooper est le seul fils et dernier enfant, après trois filles, de Sir Alfred Cooper, médecin à la mode de l'aristocratie anglaise et de son épouse née Lady Agnes Duff (sœur d'Alexander Duff qui épouse la princesse Louise d'Angleterre). La famille descend de Dorothy Jordan, maîtresse de Guillaume IV. Il reçoit une éducation typique de son milieu : Eton et New College (Oxford) où il étudie l'Histoire Moderne. Il est ami avec John Manners qui le fait entrer dans un cercle de jeunes aristocrates connu sous le nom de The Coterie, comprenant Patrick Shawn-Stewart, Raymond Asquith, fils du Premier Ministre, Sir Denis Anson, Edward Horner et Lady Diana Manners. Le jeune homme compose des vers, aime la chasse et les femmes. Il a aussi la réputation d'être un joueur et d'avoir le verbe haut. Il entre aux Affaires étrangères. Il rejoint les Grenadier Guards en 1917. Il sert courageusement pendant la campagne de 1918 et obtient l'Ordre du Service distingué (DSO). La plupart de ses amis proches meurent à la guerre, comme Horner, Asquith, Shawn-Stewart et Manners. Il épouse Diana, sœur de ce dernier, en 1919. Fille du duc et de la duchesse de Rutland, elle est connue pour sa beauté et son esprit excentrique. Le ménage a un fils unique, John Julius, né en 1929. Alfred Duff Cooper cependant n'est pas fidèle et on lui prête des liaisons tout au long de sa vie, notamment avec Daisy Fellowes, fille du duc Decazes et héritière Singer, avec Gloria Guinness (en), Louise de Vilmorin, Diana, l'épouse de Boy Capel, ou encore Maxime de la Falaise. Lady Diana prend les choses avec philosophie, expliquant à son fils qu'« elles ne sont que les fleurs, et qu'elle est l'arbre. ».

### Carrière politique
Après la guerre, Duff Cooper retourne aux Affaires étrangères et devient le principal secrétaire privé de deux ministres. Il joue un rôle significatif dans les crises égyptienne et turque des années 1920. Il obtient un siège au Parlement dans le parti conservateur, en 1924, pour la circonscription d'Oldham. Il soutient ardemment Stanley Baldwin et tisse des liens d'amitiés avec Winston Churchill, chancelier de l'Échiquier. Il perd son siège en 1929. Il est alors secrétaire des Finances au ministère de la Guerre.
Duff Cooper se tourne vers la littérature. Il écrit une biographie de Talleyrand qui paraît en 1932. Il est réélu en 1931, jusqu'en 1945. Il est nommé en 1934 secrétaire des Finances au Trésor, secrétaire d'État à la Défense en 1937 et premier Lord de l'Amirauté en 1937. C'est à cette époque qu'il écrit une biographie de Douglas Haig. Il est très critique de la politique d'apaisement de Chamberlain pendant la montée des périls et démissionne après les accords de Munich de 1938. Ce geste est salué à l'époque. Il fait partie de ceux qui provoquent la chute de Chamberlain après le débat de Narvik, en mai 1940, au moment de la campagne de Norvège.
Il devient ministre de l'Information dans le cabinet de Churchill et il est chargé de faire la liaison entre le gouvernement britannique et les Forces françaises libres à partir de 1943. C'est le premier ambassadeur britannique dans Paris libéré à partir de 1944 et sa popularité est immense. Il y reste jusqu'en 1947, puis est anobli, élevé au rang de vicomte (vicomte Norwich) en 1952, et se voue surtout à la littérature, jusqu'à sa mort en 1954, à l'âge de soixante-trois ans.
Sa veuve refuse de se faire appeler vicomtesse Norwich, « qui rime avec porridge », préférant garder son titre de Lady Diana Cooper.

## Œuvres
- (en) John Julius Norwich, The Duff Cooper Diaries 1915-1951, Londres, Weidenfeld & Nicolson, 2005
- Duff Cooper, La Deuxième Guerre mondiale, Paris, Union Latine d'Éditions, 1940
- Duff Cooper, Le Roi David, trad. André & Louise de Vilmorin, Paris, 1945 ; rééd. Les Belles Lettres, Paris, coll. "Domaine étranger", trad. fr. André & Louise de Vilmorin, 303 p., 2020  (ISBN 978-2251451121)
- Duff Cooper, Opération Cœur-brisé, trad. Louise de Vilmorin, Paris, 1951
- Duff Cooper, Talleyrand : Un seul maître, la France, trad. Daniel B. Roche, Alvik Éditions, 2003
- Duff Cooper, Diana Cooper, Louise de Vilmorin, Correspondance à trois (1944-1953), sous la direction d'Olivier Muth, Paris, Le Promeneur, 2008